# Episannina albifrons
Episannina albifrons är en fjärilsart som beskrevs av George Francis Hampson 1910. Episannina albifrons ingår i släktet Episannina och familjen glasvingar. Inga underarter finns listade i Catalogue of Life.